# Eschau
Eschau é uma comuna francesa na região administrativa de Grande Leste, no departamento Baixo Reno. Estende-se por uma área de 11,81 km². Em 2010 a comuna tinha 5 424 habitantes (densidade: 459,3 hab./km²).